# 潘勤
潘勤（1381年—？），字進學，浙江杭州府錢塘縣嵩盛坊人，明朝政治人物。進士出身。

## 生平
浙江鄉試十九名。永樂十年（1412年）壬辰科會試四十一名，殿試登進士第三甲第四名。后選為翰林院庶吉士，編撰永樂大典。

## 家族
曾祖潘敬之。祖父潘文顯。父亲潘仲名。